# Selva di Meana
La Selva di Meana è un complesso di media alta collina situato nella parte terminale dell'antiappennino toscano, delimitato a nord dal torrente Argento che la separa dal massiccio del Monte Cetona e a sud dalla valle del Fiume Paglia, separandola dal complesso vulcanico dei Monti Volsini. Si estende ad ovest con il Monte Rufeno (734 m) e a nord con Poggio della Bandita (722 m); presenta altitudini medio elevate tra i 500 m e i 900 m. La vetta principale si trova nel margine settentrionale, Poggio Spino (813 m).